# Cambio climático y colapso de la civilización

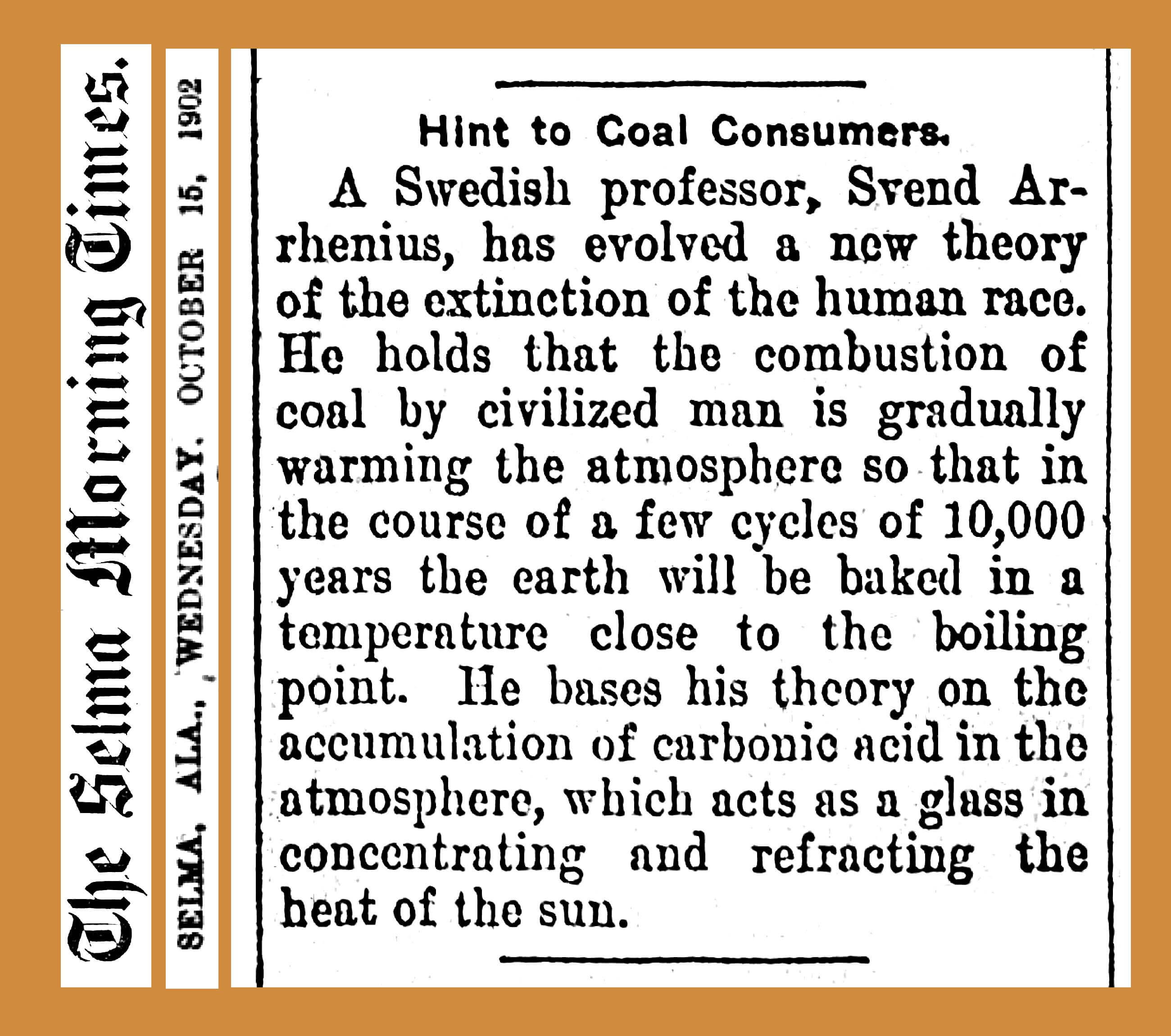
Este artículo de 1902 atribuye al premio Nobel sueco (de química) Svante Arrhenius una teoría de que la combustión de carbón podría eventualmente conducir a un grado de calentamiento global que causaría la extinción humana.

El cambio climático y el colapso de la civilización se refieren a un riesgo hipotético de que los impactos del cambio climático reduzcan la complejidad socioeconómica global hasta el punto de que se produzca una colapso social, con la humanidad reducida a un estado menos desarrollado. Este riesgo hipotético se asocia típicamente con la idea de una reducción masiva de la población humana causada por los impactos directos e indirectos del cambio climático y, a menudo, también se asocia con una reducción permanente de la capacidad de carga de la Tierra. Por último, a veces se sugiere que un colapso de la civilización causado por el cambio climático pronto sería seguido por la extinción humana.
Algunos investigadores conectan ejemplos históricos de colapso social con cambios adversos en los patrones climáticos locales y/o globales. En particular, el evento del kiloaño 4-2, una megasequía de escala milenaria que tuvo lugar en África y Asia hace entre 5.000 y 4.000 años, se ha relacionado con el colapso del Imperio Antiguo de Egipto, del Imperio acadio en Mesopotamia, de la cultura de Liangzhu en la zona baja del  ríoYangtsé y de la civilización del valle del Indo. En Europa, la crisis del siglo XVII, que estuvo definida por acontecimientos como las malas cosechas y la Guerra de los Treinta Años, tuvo lugar durante la Pequeña Edad de Hielo. En 2011, se propuso una conexión general entre las variaciones climáticas adversas y las crisis sociales de largo plazo durante la época preindustrial. Sin embargo, todos estos acontecimientos se limitaron a sociedades humanas individuales: un colapso de toda la civilización humana no tendría precedentes históricos.
Algunas de las advertencias más extremas sobre el colapso de la civilización causado por el cambio climático, como la afirmación de que es muy probable que la civilización termine en 2050, han suscitado fuertes refutaciones por parte de los científicos. El Sexto Informe de Evaluación del IPCC de 2022 proyecta que la población humana estaría en un rango de entre 8.500 y 11.000 millones de personas para 2050. Para el año 2100, la proyección de población media es de 11 mil millones de personas, mientras que la proyección de población máxima se acerca a los 16 mil millones de personas. La proyección más baja para 2100 es de alrededor de 7 mil millones, y esta disminución con respecto a los niveles actuales se atribuye principalmente al "rápido desarrollo e inversión en educación", y esas proyecciones están asociadas con algunos de los niveles más altos de crecimiento económico. Sin embargo, una minoría de los científicos del clima han argumentado que los niveles más altos de calentamiento, entre aproximadamente 3 a 5 °C por encima de las temperaturas preindustriales—puede ser incompatible con la civilización, o que las vidas de varios miles de millones de personas ya no podrían sostenerse en un mundo así. En 2022, pidieron una agenda de investigación llamada "final del juego climático" sobre la probabilidad de estos riesgos, que había atraído una importante atención de los medios y cierta controversia científica.  
Algunos de los escritos más destacados sobre el cambio climático y el colapso de la civilización han sido escritos por personas que no son científicas. Ejemplos notables incluyen The Uninhabitable Earth (La Tierra Inhabitable) de David Wallace-Wells y What if we stopped pretending? (¿Qué pasaría si dejáramos de fingir?) por Jonathan Franzen, que fueron criticados por inexactitud científica. El cambio climático en la cultura popular también suele representarse de manera muy exagerada. Los sondeos de opinión han proporcionado evidencia de que personas en todo el mundo creen que los resultados del colapso de la civilización o la extinción humana son mucho más probables de lo que los científicos creen.

## Ejemplos históricos

### Desastres naturales y cambio climático

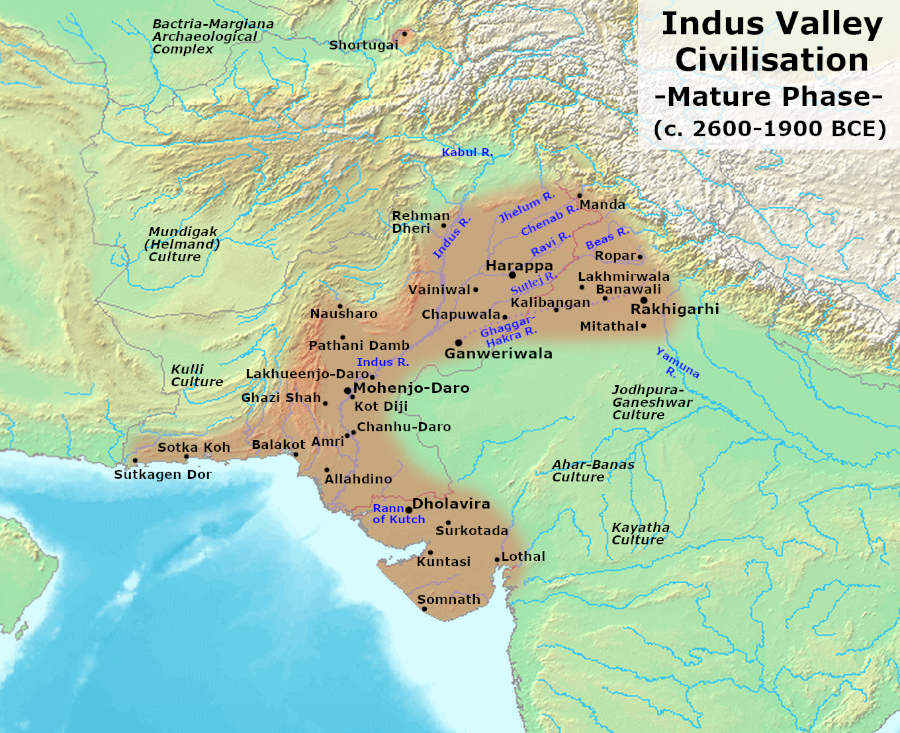
La civilización del valle del Indo probablemente se desurbanizó y cambió debido a cambios en los patrones de cultivos.

Los arqueólogos han identificado signos de una megasequía que duró un milenio hace entre 5.000 y 4.000 años en África y Asia. La desecación del Sahara verde no sólo lo convirtió en un desierto, sino que también interrumpió las temporadas de monzones en el sur y sudeste de Asia y provocó inundaciones en el este de Asia, lo que impidió cosechas exitosas y el desarrollo de una cultura compleja. Coincidió y pudo haber causado el declive y la caída del Imperio acadio en Mesopotamia y de la civilización del valle del Indo. El dramático cambio en el clima se conoce como el evento de 4,2 kiloaños.
La muy avanzada civilización del valle del Indo echó raíces alrededor del año 3000 a. C. en lo que hoy es el noroeste de India y Pakistán y colapsó alrededor del 1700 a. C. Dado que la escritura del Indo aún no ha sido descifrada, las causas de su desurbanización  siguen siendo un misterio, pero hay algunas pruebas que apuntan a desastres naturales.  Los signos de un declive gradual comenzaron a surgir en 1900 a. C. y, dos siglos después, la mayoría de las ciudades habían sido abandonadas. La evidencia arqueológica sugiere un aumento de la violencia interpersonal y de enfermedades infecciosas como la lepra y la tuberculosis. Los historiadores y arqueólogos creen que una sequía grave y duradera, y una disminución del comercio con Egipto y Mesopotamia provocaron el colapso. También se han descubierto pruebas de terremotos. Se observaron también cambios en el nivel del mar en dos posibles puertos marítimos a lo largo de la costa de Makrán, que ahora se encuentran tierra adentro. Los terremotos pueden haber contribuido al deterioro de varios sitios mediante daños directos por sacudidas o cambios en el nivel del mar o en el suministro de agua.
Las erupciones volcánicas pueden influir abruptamente en el clima. Durante una gran erupción, el dióxido de azufre (SO 2) se expulsa a la estratosfera, donde podría permanecer durante años y oxidarse gradualmente formando aerosoles de sulfato. Al ser altamente reflectantes, los aerosoles de sulfato reducen la luz solar incidente y enfrían la superficie de la Tierra. Al perforar glaciares y capas de hielo, los científicos pueden acceder a los archivos de la historia de la composición atmosférica. Un equipo de investigadores multidisciplinarios dirigido por Joseph McConnell del Instituto de Investigación del Desierto en Reno, Nevada, dedujo que se produjo una erupción volcánica en el año 43 a. C., un año después del asesinato de Julio César en los idus de marzo (15 de marzo) en el 44 a. C., que dejó un vacío de poder y condujo a sangrientas guerras civiles. Según relatos históricos, también fue un período de mal tiempo, malas cosechas, hambrunas generalizadas y enfermedades. Los análisis de anillos de árboles y estalagmitas de cuevas de diferentes partes del mundo proporcionaron datos complementarios. El hemisferio norte se volvió más seco, pero el hemisferio sur fue más húmedo. De hecho, el historiador griego Apiano registró que no hubo inundaciones en Egipto, que también enfrentó hambrunas y pestilencias. El interés de Roma en Egipto como fuente de alimentos se intensificó, y los problemas y disturbios civiles antes mencionados debilitaron la capacidad de resistencia de Egipto. Egipto quedó bajo el dominio romano después de que Cleopatra se suicidara en el año 30 a. C. Si bien es difícil decir con certeza si Egipto se habría convertido en una provincia romana si el volcán Okmok (en la actual Alaska) no hubiera entrado en erupción, la erupción probablemente aceleró el proceso.

Las temperaturas medias globales muestran que la Pequeña Edad del Hielo no fue un período global distinto, sino el final de un largo descenso de la temperatura, que precedió al reciente calentamiento global.

En términos más generales, investigaciones recientes señalaron que el cambio climático es un factor clave en el declive y la caída de las sociedades históricas en China, Medio Oriente, Europa y América. De hecho, la reconstrucción paleoclimatológica de la temperatura sugiere que los períodos históricos de malestar social, colapso social, colapso demográfico y cambios climáticos significativos a menudo ocurrieron simultáneamente. Un equipo de investigadores de China y Hong Kong pudo establecer una conexión causal entre el cambio climático y las crisis humanas a gran escala en la época preindustrial. Las crisis a corto plazo pueden ser causadas por problemas sociales, pero el cambio climático fue la causa última de las grandes crisis, empezando por las depresiones económicas. Además, dado que la agricultura depende en gran medida del clima, cualquier cambio en el clima regional desde el óptimo puede provocar pérdidas de cosechas.
Las conquistas mongolas correspondieron a un período de enfriamiento en el hemisferio norte entre los siglos XIII y XIV, cuando el período cálido medieval iba dando paso a la Pequeña Edad del Hielo, lo que provocó estrés ecológico. En Europa, el enfriamiento del clima no facilitó directamente la peste negra, pero provocó guerras, migraciones masivas y hambrunas, que ayudaron a que se propagaran las enfermedades.

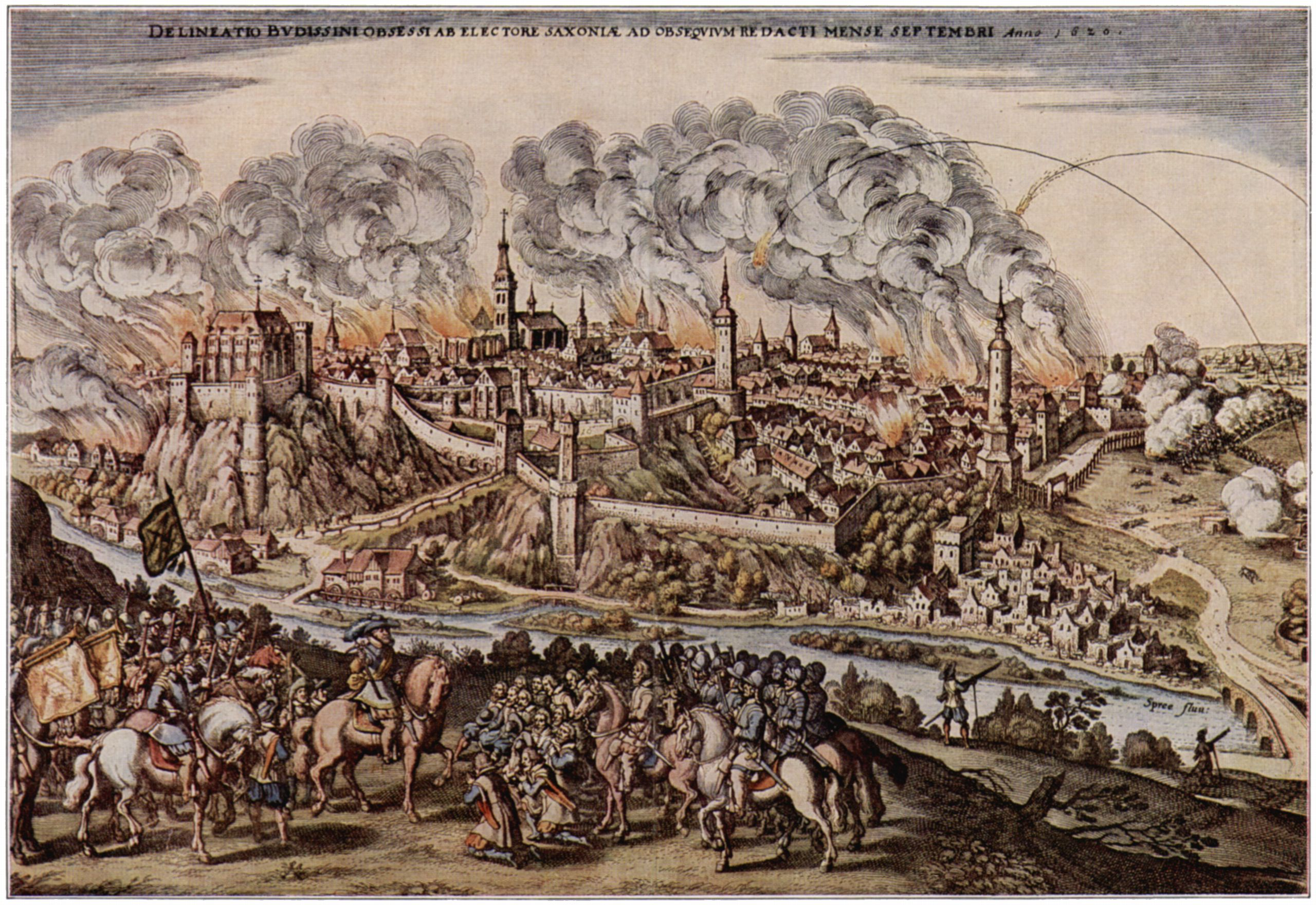
La Guerra de los Treinta Años devastó gran parte de Europa y fue uno de los muchos trastornos políticos durante la Crisis General del Siglo XVII, que está causalmente relacionada con la Pequeña Edad del Hielo.

Un ejemplo más reciente es la crisis general del siglo XVII en Europa, que fue un período de inclemencias del tiempo, malas cosechas, dificultades económicas, violencia intergrupal extrema y alta mortalidad debido a la Pequeña Edad del Hielo. El Mínimo de Maunder implicó que las manchas solares fueran extremadamente raras. Los episodios de inestabilidad social siguen el enfriamiento con un lapso de hasta 15 años, y muchos de ellos derivaron en conflictos armados, como la Guerra de los Treinta Años (1618-1648), que comenzó como una guerra de sucesión a la República Checa. trono. La animosidad entre protestantes y católicos en el Sacro Imperio Romano (en la actual Alemania) añadió más leña al fuego. Pronto, se convirtió en un enorme conflicto que involucró a todas las principales potencias europeas y devastó gran parte de Alemania. Cuando terminó la guerra, algunas regiones del imperio habían visto caer su población hasta en un 70%. 

## Discusión moderna

### 2000
Ya en 2004, un libro titulado Ecocrítica exploraba la conexión entre el apocalipticismo expresado en contextos religiosos y las interpretaciones apocalípticas seculares de las cuestiones climáticas y ambientales. Argumentaba que el encuadre apocalíptico trágico (predestinado, con una moralidad claramente delineada) o cómico (centrado en los defectos humanos en contraposición a la inevitabilidad inherente) se había visto en trabajos anteriores sobre el medio ambiente, como Primavera silenciosa de Rachel Carson (1962), Paul R. Ehrlich y La bomba demográfica (1972), de Anne Ehrlich, y La tierra en equilibrio (Earth in the Balance) (1992), de Al Gore.
A mediados de la década de 2000, James Lovelock dio predicciones a los periódicos británicos The Independent y The Guardian, donde sugería que gran parte de Europa se habrá convertido en desierto y "miles de millones de nosotros moriremos y las pocas parejas reproductoras de personas que sobrevivan éstarán en el Ártico donde el clima seguitá siendo tolerable" para finales del siglo XXI. En 2008, The Guardian lo citó diciendo que el 80% de los seres humanos perecerán en 2100, y que el cambio climático responsable de ello durará 100.000 años. En 2012, admitió que el cambio climático había avanzado más lentamente de lo que esperaba.

### 2010-presente
A finales de la década de 2010, varios artículos llamaron la atención por sus predicciones sobre los impactos apocalípticos causados por el cambio climático. En primer lugar, estaba The Uninhabitable Earth (La Tierra Inhabitable), un artículo de la revista New York de julio de 2017 escrito por David Wallace-Wells, que se había convertido en el más más leído en la historia de la revista, y luego fue adaptado al libro El planeta inhóspito. Otro fue What if we stopped pretending? (¿Qué pasaría si dejáramos de fingir?), un artículo escrito para The New Yorker por Jonathan Franzen en septiembre de 2019. Ambos artículos fueron duramente criticados por la organización de verificación de datos Climate Feedback  por las numerosas imprecisiones sobre los puntos de inflexión en el sistema climático y otros aspectos de la investigación del cambio climático. 
Otros ejemplos de este género incluyen What Comes After the Coming Climate Anarchy? (¿Qué viene después de la próxima anarquía climática?), un artículo del año 2022 para la revista TIME de Parag Khanna, que afirmaba que cientos de millones de personas morirían en los próximos años y que la población mundial sería de 6 mil millones para el año 2050 era el peor escenario posible. Además, algunos informes, como "el escenario 2050" del Australian Breakthrough – National Center for Climate Restoration  y el documento autoeditado Deep Adaptation de Jem Bendell  habían atraído una importante cobertura mediática al hacer acusaciones de que los resultados de los efectos del cambio climático son subestimados por el proceso científico convencional. Esos informes no pasaron por el proceso de revisión por pares y la evaluación científica de estos trabajos los considera de muy baja credibilidad.
En particular, los escritos posteriores de David Wallace-Wells se alejaron de las afirmaciones que hizo en cualquiera de las versiones de La Tierra Inhabitable. En 2022, fue autor de un artículo destacado para The New York Times, titulado Beyond Catastrophe: A New Climate Reality Is Coming Into View (Más allá de la catástrofe: una nueva realidad climática está apareciendo). Al año siguiente, Kyle Paoletta argumentó en Harper's Magazine que el cambio de tono realizado por David Wallace-Wells era indicativo de una tendencia más amplia en la cobertura mediática del cambio climático.

## Consenso científico y controversia
El Sexto Informe de Evaluación del IPCC proyecta que la población humana estaría en un rango de entre 8.500 y 11.000 millones de personas para 2050; la proyección de población mediana para el año 2100 es de 11 mil millones de personas, mientras que la proyección de población máxima se acerca a los 16 mil millones de personas. La proyección más baja para 2100 es de alrededor de 7 mil millones, y esta disminución con respecto a los niveles actuales se atribuye principalmente al "rápido desarrollo e inversión en educación", y esas proyecciones están asociadas con algunos de los niveles más altos de crecimiento económico. En noviembre de 2021, Nature encuestó a los autores de la primera parte del informe de evaluación del IPCC: de 92 encuestados, el 88% estuvo de acuerdo en que el mundo está atravesando una "crisis climática", pero cuando se les preguntó si experimentan "ansiedad, dolor u otros angustia debido a las preocupaciones sobre el cambio climático?" sólo el 40% respondió "Sí, con poca frecuencia", otro 21% respondió "Sí, con frecuencia" y el 39% restante respondió "No".  De manera similar, cuando se publicó en Frontiers in Conservation Science un artículo de alto perfil advirtiendo sobre "los desafíos que supone evitar un futuro espantoso", sus autores señalaron que "incluso si ocurrieran grandes catástrofes durante este intervalo, es poco probable que afecten la trayectoria de la población hasta hasta bien entrado el siglo XXII", y "no hay forma, ética o no (salvo aumentos extremos y sin precedentes de la mortalidad humana), de evitar el aumento del número de seres humanos y el consiguiente consumo excesivo".
Sólo una minoría de los científicos que publican se ha mostrado más abierta a la retórica apocalíptica. En 2009, Hans Joachim Schellnhuber, director emérito del Instituto de Potsdam para la Investigación del Impacto Climático, afirmó que si el calentamiento global alcanzara 4 °C por encima de los niveles actuales, entonces la población humana probablemente se reduciría a mil millones. En 2015, se quejó de que este comentario se malinterpretaba con frecuencia como un llamado a un control activo de la población humana en lugar de una predicción. En una entrevista de enero de 2019 para The Ecologist, afirmó que si encontramos razones para renunciar a la acción, entonces existe un riesgo muy grande de que las cosas se conviertan en una catástrofe absoluta, con el fin de la civilización y de casi todo lo que se había construido a lo largo de los últimos dos mil años destruido.
En mayo de 2019, The Guardian entrevistó a varios científicos del clima sobre un mundo donde 4 °C de calentamiento con respecto a la etapa preindustrial se produciría para 2100: uno de ellos fue Johan Rockström, de quien se informó que afirmó: "Es difícil ver cómo podríamos acomodar a mil millones de personas o incluso a la mitad" en tal escenario. Casi al mismo tiempo, el activista de Extinction Rebellion, Roger Hallam, hizo afirmaciones similares, quien diciendo en una entrevista de 2019 que el cambio climático puede "matar a 6 mil millones de personas para 2100", un comentario que pronto fue cuestionado por el presentador de noticias de la BBC, Andrew Neil  y criticado por Climate Feedback por ser científicamente infundado. En noviembre de 2019, se corrigió el artículo de The Guardian, reconociendo que se citó erróneamente a Rockström y que sus verdaderos comentarios fueron: "Es difícil ver cómo podríamos acomodar a ocho mil millones de personas o tal vez incluso a la mitad de eso".

### El final del juego climático
En agosto de 2022, Schellnhuber, Rockström y varios otros investigadores, muchos de los cuales estaban asociados con el Centro para el Estudio del Riesgo Existencial de la Universidad de Cambridge, publicaron un artículo en la revista Proceedings of the National Academy of Sciences que argumentaba que la falta de lo que llamaron "evaluación integrada de catástrofes" "significaba que el riesgo de colapso social, o incluso de una eventual extinción humana causada por el cambio climático y sus impactos interrelacionados, como hambrunas (pérdida de cosechas, sequía), condiciones climáticas extremas (huracanes, inundaciones), guerras (causadas por la escasez de recursos), crisis sistémicas el riesgo (relacionado con la migración, el hambre o el conflicto) y la enfermedad estaban "peligrosamente subexplorados".  El artículo sugirió que los siguientes términos deberían utilizarse activamente en futuras investigaciones.
| Término                               | Definición |
| ------------------------------------- | --- |
| Riesgo latente                        | Riesgo que está latente bajo un conjunto de condiciones pero se activa bajo otro conjunto de condiciones. |
| Cascada de riesgos                    | Cadenas de riesgo que ocurren cuando un impacto adverso desencadena un conjunto de riesgos vinculados. |
| Riesgo sistémico                      | La posibilidad de que interrupciones o fallas individuales se conviertan en una falla en todo el sistema. |
| Cambio climático extremo              | Aumento medio de la temperatura global en superficie de 3 °C o más por encima de los niveles preindustriales para 2100. |
| Riesgo de extinción                   | La probabilidad de extinción humana en un período de tiempo determinado. |
| Amenaza de extinción                  | Un contribuyente plausible y significativo al riesgo total de extinción. |
| Fragilidad social                     | La posibilidad de que daños menores se conviertan en un riesgo catastrófico global o de extinción debido a vulnerabilidades sociales, cascadas de riesgos y respuestas desadaptativas.                                                                      |
| Colapso social                        | Fragmentación sociopolítica significativa y/o fracaso del Estado junto con una pérdida relativamente rápida, duradera y significativa de capital y de identidad de sistemas; esto puede conducir a aumentos a gran escala de la mortalidad y la morbilidad. |
| Riesgo catastrófico global            | La probabilidad de una pérdida del 25% de la población mundial y la grave alteración de sistemas críticos globales (como los alimentos) en un período de tiempo determinado (años o décadas).                                                               |
| Amenaza catastrófica global           | Un contribuyente plausible y significativo al riesgo catastrófico global; el potencial de que el cambio climático sea una amenaza catastrófica global puede denominarse "cambio climático catastrófico".                                                    |
| Riesgo de diezma global               | La probabilidad de una pérdida del 10% (o más) de la población mundial y la grave alteración de sistemas críticos globales (como los alimentos) en un período de tiempo determinado (años o décadas).                                                       |
| Amenaza de destrucción global         | Un contribuyente plausible y significativo al riesgo de diezma global. |
| Territorio final                      | Niveles de calentamiento global y fragilidad social que se consideran suficientemente probables como para constituir el cambio climático como una amenaza de extinción.                                                                                     |
| Calentamiento en el peor de los casos | El nivel más alto empírico y teóricamente plausible de calentamiento global. |

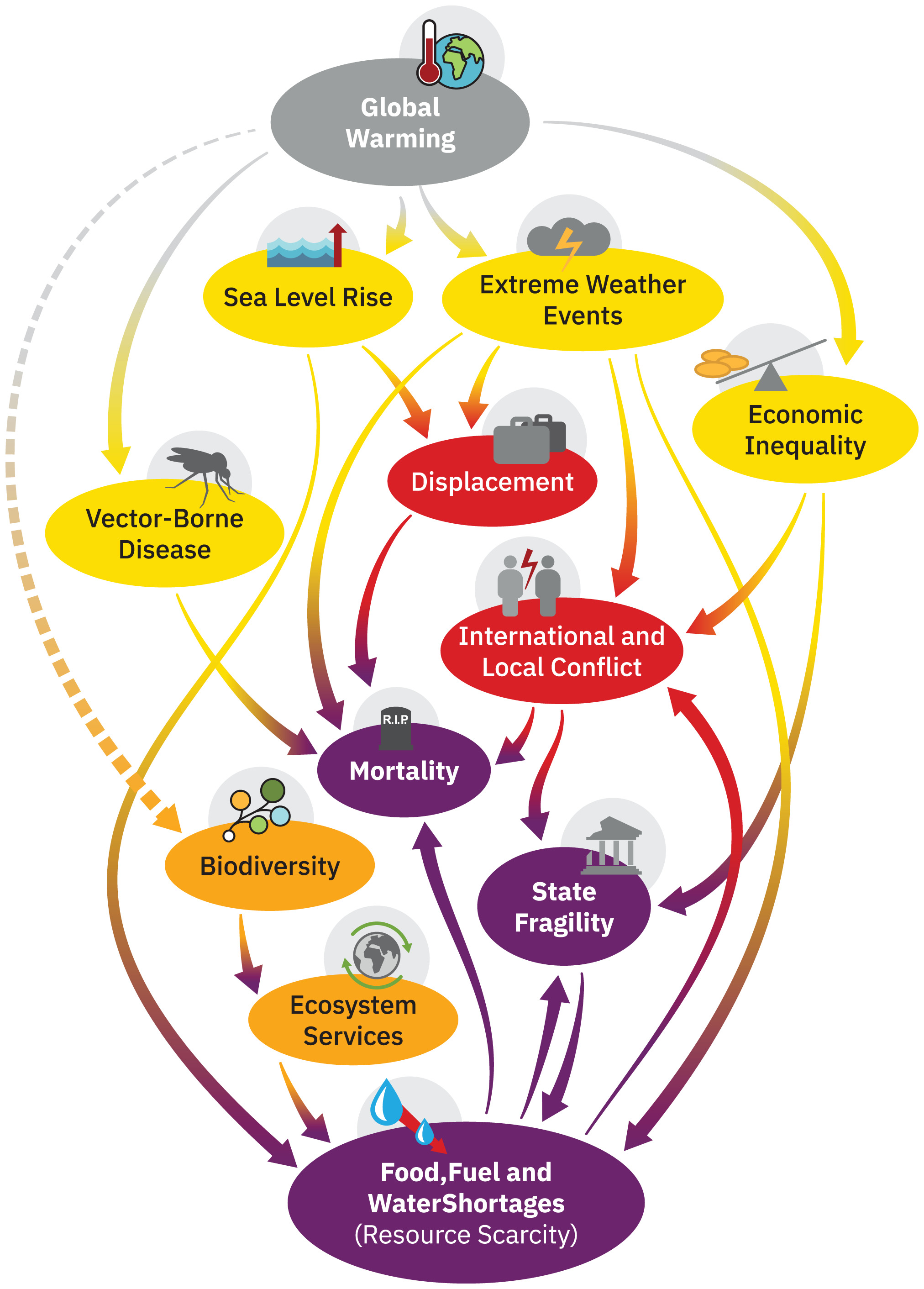
Diagrama conceptual de bucle causal del fracaso climático global en cascada utilizado en el documento "El final del juego climático".

El documento tuvo un perfil muy alto, recibió una amplia cobertura mediática  y fue visto más de 180.000 veces en 2023. También fue objeto de varios artículos de respuesta de otros científicos, todos los cuales también fueron publicados en PNAS. La mayoría ha acogido con satisfacción sus propuestas, aunque no están de acuerdo con algunos de los detalles de la agenda sugerida. Sin embargo, un artículo de respuesta escrito por Roger Pielke Jr. y sus colegas investigadores de la Universidad de Colorado en Boulder, Matthew Burgess y Justin Ritchie, fue mucho más crítico. Han argumentado que uno de los principales argumentos del artículo (la supuesta falta de investigación sobre niveles más altos de calentamiento global) era infundado, ya que, por el contrario, los escenarios de mayor calentamiento global llamados Trayectorias de concentración representativas y Trayectorias socioeconómicas compartidas han representado alrededor de la mitad de todas las menciones en la sección "impactos" del Sexto Informe de Evaluación del IPCC, y el SSP3-7, el escenario de calentamiento ligeramente menor utilizado en algunos de los gráficos del documento, también había asumido mayores emisiones y un uso más extensivo de carbón de lo que había sido proyectado por la Agencia Internacional de la Energía. También han argumentado que, así como las proyecciones pasadas de superpoblación se utilizaron para justificar la política de hijo único en China, un enfoque desproporcionado en escenarios apocalípticos puede usarse para justificar el despotismo y las políticas fascistas. En respuesta, los autores del artículo original escribieron que, en su opinión, pueden ocurrir riesgos catastróficos incluso con niveles más bajos de calentamiento debido a riesgos que involucran respuestas humanas y fragilidad social. También sugirieron que, en lugar de la política de un solo hijo, una mejor metáfora de las respuestas a la investigación de riesgos extremos sería la exploración de los años 80 de los impactos del invierno nuclear, que había estimulado los esfuerzos de desarme nuclear.

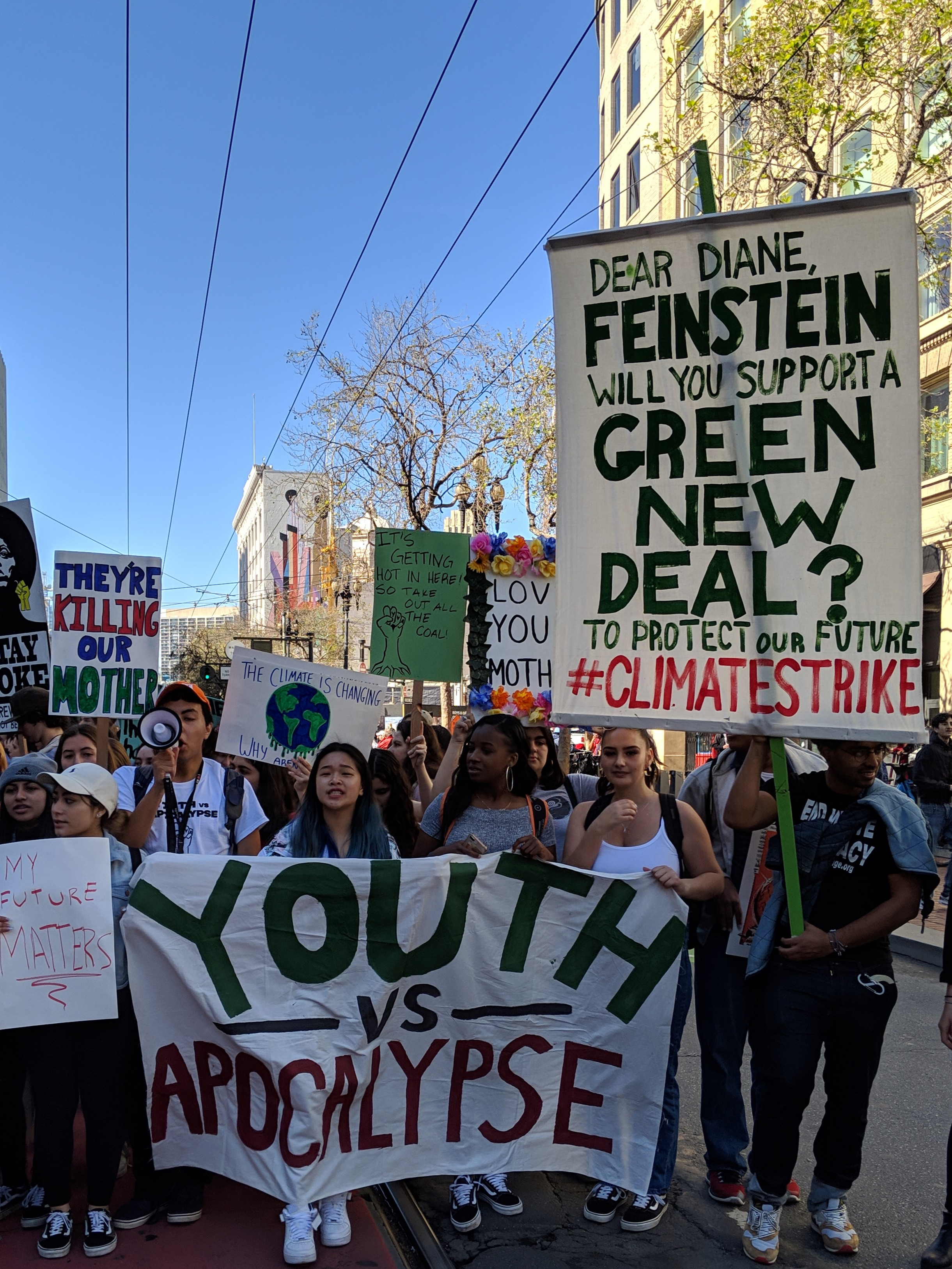
Pancarta "Juventud vs Apocalipsis" vista en Fridays For Future de San Francisco en 2019

## Opinión pública
Algunas encuestas públicas muestran que las creencias en el colapso de la civilización o incluso en la extinción humana se han generalizado entre la población de muchos países. En 2021, una publicación de The Lancet encuestó a 10.000 personas de entre 16 y 25 años en diez países (Australia, Brasil, Finlandia, Francia, India, Nigeria, Filipinas, Portugal, Reino Unido y Estados Unidos): uno de sus hallazgos fue que 55 % de los encuestados estaban de acuerdo con la afirmación "la humanidad está condenada".
En 2020, una encuesta realizada por un grupo de expertos francés, la Fundación Jean Jaurès, encontró que en cinco países desarrollados (Francia, Alemania, Italia, Reino Unido y Estados Unidos), una fracción significativa de la población estaba de acuerdo con la afirmación de que "la civilización tal como la conocemos". colapsará en los próximos años"; los porcentajes oscilaron entre el 39% en Alemania y el 52% o 56% en Estados Unidos y el Reino Unido, hasta el 65% en Francia y el 71% en Italia.